# Riserva naturale dell'Alpe della Luna
La riserva naturale dell'Alpe della Luna è un'area naturale protetta situata nei comuni di Badia Tedalda, Pieve Santo Stefano e Sansepolcro, in provincia di Arezzo e che si estende lungo la dorsale appenninica.

## Territorio
La riserva attraversa i comuni della provincia di Arezzo di Badia Tedalda, Pieve Santo Stefano e Sansepolcro, e digrada a sud-est in direzione della Valtiberina e a nord-est delle Marche.